# 沃德范氏塘鱧
沃德范氏塘鱧（学名：Valenciennea wardii）为條鰭魚綱鱸形目鰕虎科凡塘鱧屬下的一个种。主要分布于印度洋和西太平洋海域，栖息深度为12米至35米，体长可达15公分。

## 扩展阅读
- 維基物種上的相關：沃德范氏塘鱧